# 껩 원정

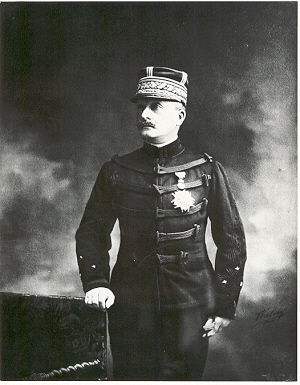
프랑수아 드 네그리에 (1842–1913)

껩 원정(Kép campaign, 1884년 10월 2일 ~ 10월 15일)은 청불 전쟁이 발발한 달에 베트남 북부에서 진행된 중요한 원정이었다. 프랑수아 드 네그리에 장군의 지휘하에 3000명의 프랑스군 병력은 반정신이 이끄는 청나라 광서군을 홍강 삼각주의 주요 침공로에서 연속적인 교전을 벌여 패퇴시켰다. 그 교전이 이루어진 지역은 럼(10월 6일), 껩(10월 8일)과 추(10월 10일 ~ 11일)였다.

## 배경
1884년 봄, 샤를 테오도르 밀로 장군이 지휘하는 통킹 원정군은 1884년 2월, 박닌 원정을 통해 청나라 광서군을 물리쳤고, 흥호아(3월), 타이응우옌(5월) 그리고 뚜옌꽝(6월)을 점령함으로써 홍강 삼각주의 정복을 완료했다. 청나라와의 조기에 강화할 수 있을 것이라는 희망은 그러나 1884년 6월 23일 박레 매복에 의해 산산이 부서졌다. 랑선을 점령하기 위해 전진하던 프랑스 분대가 박레 근처에서 해체된 광서군의 공격을 받았다. 1884년 8월 23일, 프랑스와 청나라 간의 위기를 해결하기 위한 협상이 결렬된 후, 아메데 쿠르베 제독은 청나라의 복건함대를 복주 전투에서 파괴했다. 이것은 9개월간의 청불 전쟁(1884년 8월부터 1885년 4월까지)의 서전이었다. 푸저우에서의 패배를 앙갚음하기 위해, 서태후는 광서와 운남의 총독에게 통킹으로 진출하도록 명령했고, 그곳에서 수가 더 많은 프랑스군을 물리치고 박닌을 수복하고, 하노이를 점령했다.
건강이 나빠졌던 밀로 장군은 1884년 9월 초에 통킹 원정대의 사령관을 사임했고, 2개 여단 사령관의 선임인 루이 브리에르 드 리즐 장군으로 교체되었다. 브리에르 드 리즐의 첫 번째 과제는 홍강 삼각주를 침공한 청나라를 물리치는 것이었다. 1884년 9월 말, 대규모의 광서군 파견대가 랑선에서 진군하여 10월 2일, 룩남 계곡을 정찰했다. 통킹선단의 아쉬(Hache)와 마슈(Massue) 두 척의 프랑스 포함에게 그들의 존재를 알리는 것이었다. 이 매복공격 중 프랑스군의 사상자는 비교적 높았지만(장교 1명 사망, 32명 부상) 이번 공격으로 청나라군은 전략적 기습공격의 이점을 잃었다. 이후 프랑스 정찰은 청나라군이 집중된 세 곳에 주로 이뤄졌다. 청나라 우익은 만다린로드에 있는 마을 주변에 배치되었으며, 중앙은 바오록에, 좌익은 룩남강 상류의 추(chu) 마을에 있었다. 브리에르 드 리즐은 통킹 선단의 여러 선박에 탑승한 약 3,000명의 프랑스군과 함께 네그리에 장군을 룩남 계곡으로 파견했다. 드 네그리에의 사명은 청나라가 집결하기 전에 각개격파를 해서 물리치는 것이었다.

## 껩 원정

### 프랑스군
드 네그리에의 휘하에는 통킹 원정군 1여단과 2여단의 부대가 포함되어 있었다. 제1열에는 도니에르 중령의 휘하에 143대대(뀌벨리에와 프레시노)의 2개 중대의 대대장 뒤구에의 제2외인 용병부대(베네와 볼제르), 50명의 통킹 소총병(중위)와 드 삭시의 포병 포대로 구성되어 있었다.
제2열은 3대대 대대장 드 미비엘(de Mibielle)과 제3 알제리 소총 연대(마르티노 중위와 키루즈 대위, 폴레르 대위, 발레 대위) 그리고 조르디의 포병대가 있었다.
네그리에의 직접적인 휘하에 있는 제3전열이자 가장 큰 전열은 111대대의 4개 중대, 23대 대대의 3개 중대로 구성되었다. 143대대의 나머지 2개 중대와 뤼셀 그리고 드 삭시의 포병대 포병이 있었다.

### 청나라군
광서군은 왕덕방 장군과 반정신 장군이 지휘하고 있었으며, 이들은 모두 1884년 6월 박레 매복에서 콜로넬 두겐 중령의 패배에 기여했다. 추에서 군대의 죄익은 소원춘(蘇元春)과 진가(陳嘉)의 지휘하에 있었다. 껩의 청나라 우익은 방우승(方友升)과 주수창(周壽昌)의 지휘하고 있었다.

### 프랑스의 전략
드 네그리에는 프랑스 포함의 기동력을 이용하여 군대를 한 곳에서 다른 곳으로 빠르게 이동시켜 광서군의 분리된 날개를 각개격파 하려고 계획했다. 도니에르 중위의 부대는 청나라가 거대하게 지어 놓은 기지가 있었던 추 앞의 청나라 죄익을 묶어두고, 미비엘의 부대는 청나라 중앙의 움직임을 관찰했지만, 드 네그리에는 대부분의 병력을 이끌고, 껩에 있는 청나라 우익을 공격해 무찌를 예정이었다. 껩에서 승리를 거두면 그가 다른 두 부대와 함께 추 앞에서 도니에르에게 합류할 것이며, 이렇게 집중하면 청나라 좌익은 추에서 싸우거나 퇴각하게 될 것이었다.
본질적으로 프랑스 계획은 성공했다. 그러나 모든 것이 계획대로 진행된 것은 아니었다. 10월 6일, 도니에르는 추의 광서군 방어진과 가까운 럼에서 교두보를 성공적으로 확보했다. 10월 8일, 드 네그리에는 껩에 있는 광서군의 우익을 대패시켰다. 10월 9일, 드 미비엘의 부대는 추 앞에서 도니에르의 부대에 합류했다. 10월 10일, 드 네그리에의 부대는 껩을 떠나 풀랑트엉(Phu Lang Thuong)으로 행진했다. 풀랑트엉에는 병력을 싣고, 룩남강을 거슬러 올라가 추 앞에서 도니에르와 드 미비엘의 부대와 합류시킬 포함 선단이 대기하고 있었다. 이렇게 집결하여 원정의 종국을 완성시킬 예정이었다.
이 시점에서 도니에르가 해야 할 것은 드 네그리에가 도착할 때까지 참을성 있게 기다리는 것이었다. 그러나 10월 10일, 그의 부대는 추에서 광서군의 좌익을 상대로 이틀간의 값비싼 댓가를 치르는 전투에 휘말렸다. 도니에르는 전투에서 승리했고, 10월 13일 드 네그리에가 껩 부대에 합류했다. 연합한 프랑스군은 공격을 준비하기 위해 추 주변의 광서군 방어진을 정찰하기 시작했다. 공격은 진행되지 못했다. 청나라는 10월 10일과 11일에 겪었던 큰 손실과 10월 8일에 껩에서의 동료들의 대패로 낙담했고, 10월 19일 추에 있는 진영을 버리고 랑선에 접근하는 것을 막기 위해 박레와 동선으로 넘어갔다.

## 럼, 껩, 추의 교전

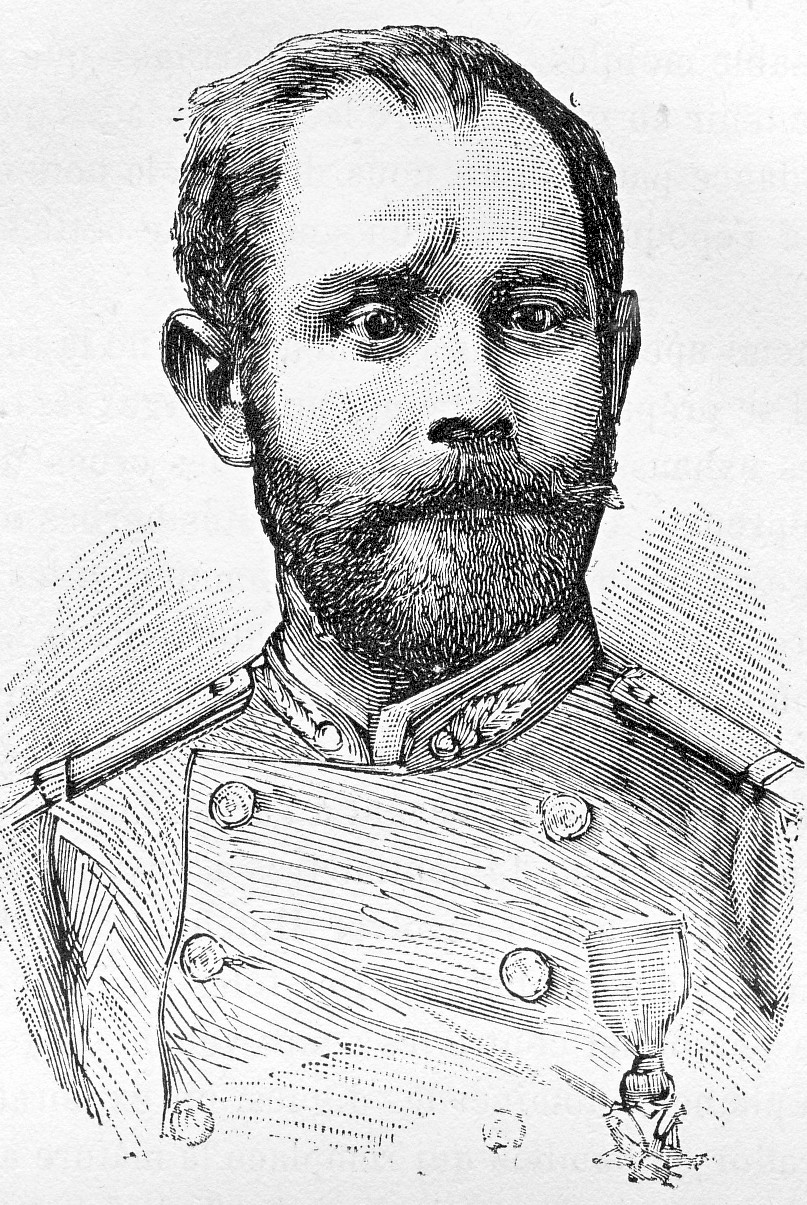
도니에르 중령

### 럼
10월 6일, 도니에르의 부대는 포함 아쉬(Hache), 에끌레르(Éclair) 그리고 마슈(Massue)가 끄는 정크선과 견인선 풀리(Phủ Lý)와 짜리(Tra Ly)를 타고 룩남강을 빠른 속도로 거슬러 올라갔다. 그들은 럼(Lam)과 짜이담(Tray Dam)의 마을을 점령하기 위해 청나라 요새 맞은 편에서 하선했다. 청나라는 프랑스군을 즉시 봉쇄했고, 프랑스군은 럼 주변에 L자 모양의 전선을 형성하여 불안한 교두보를 확보하기 위해 필사적으로 싸웠다. 전투가 위기에 처하자, 청나라는 프랑스 중앙을 돌파하여 통킹 전투 소총병과 베네 군단 중대의 일부를 휩쓸었다. 럼에서의 프랑스 사상자는 12명이 사망하고, 27명이 부상을 입었다. 청나라는 전장에 100구가 넘는 시체를 남겼고, 프랑스는 총 손실을 300 ~ 400명으로 추정했다.

### 껩
10월 8일, 드 네그리에는 피비린내 나는 교전을 통해 광서군의 본대를 격파했다. 전투는 프랑스군과 청나라군 간의 격렬한 근접전으로 기록되었으며, 드 네그리에 병사들은 요새 마을인 껩을 강습하며 막대한 사상자를 기록했다. 전투 후 격앙된 승자들은 부상당한 수십명의 청나라군들의 총을 쏘아 죽이거나, 총검으로 난자했다. 유럽의 여론은 껩에서의 프랑스군의 잔학 행위에 충격을 받았다. 실제로, 청불 전쟁 중 양측은 포로들을 거의 잡지 않았으며, 프랑스도 잘린 머리에 상금을 지불하는 청나라의 관습에 똑같이 충격받았다. 껩에서의 프랑스군 사상자는 32명이 사망하고, 61명이 부상을 입었다. 프랑스군은 청나라군의 사상자를 1,600명의 사망자(껩 전체 청나라 요새 포함)와 약 2,000명의 부상자로 추정했다.

### 추
10월 10일, 열성적인 외인용병 장교 뀌벨리에 대위가 촉발한 아침 전초전은 오후에는 전면전으로 확대되었다. 그런 와중에 짜이담의 도니에르의 교두보는 청나라군에 의해 격렬한 공격을 받았다. 프랑스군은 소총 사격이 평소보다 덜 효율적이었음에도 불구하고, 결국 청나라군의 공격을 물리쳤다. 베트남 여름의 더위와 습도에 노출되어 부주의하게 보관된 많은 프랑스 탄약은 너무 축축해져서 발사가 되지 않았으며, 프랑스의 한 부대는 50%의 불발탄이 나왔다. 프랑스군들에게는 천만다행으로, 청나라군은 그 약점을 이용해 먹을 정도로 충분히 접근하지는 않았다. 10월 10일 밤, 도니에르는 참호를 파서 짜이담 접근을 막으라고 명령했다. 청나라는 10월 11일 아침에 전투를 재개했고, 도니에르의 우익을 공격하기 위해 그들의 군대를 묶었다. 공격 성공의 기회는 날아가 버렸다. 참호에 숨어 있던 프랑스와 알제리 소총병들은 따가운 아침 햇살에 화약을 말렸다. 집중되고, 겨냥한 프랑스의 일제사격은 청나라 공격 부대에 큰 사상자를 내게 했고, 결국 그들을 퇴각하게 했다. 이 공격이 실패한 후 청나라는 전투를 중단했다. 도니에르는 드 네그리에가 10월 13일 껩 부대에 합류할 때까지 직책을 맡게 되었다. 추에서의 프랑스군 사상자는 21명이 사망하고, 92명이 부상을 입었다.

## 결과 및 영향
이러한 프랑스 승리로 인해 청나라는 박레와 동선으로 물러났다. 드 네그리에는 껩(Kép)과 추(Chu)에서 중요한 전진기지를 구축하여 랑선에 있는 광서군 기지를 위협했다. 1885년 1월 프랑스는 추에서 랑선 공략을 위한 원정을 준비하기 위해 7,200명의 군인과 4,500명의 쿨리를 집결시켰다. 껩 원정은 1885년 2월, 랑선 원정을 위한 필수적인 예비 작업이었다. 통킹 원정군은 랑선을 함락시키고, 청나라 광서군을 통킹 밖으로 쫓아내서 국경 너머로 되돌아가게 했다.

## 참고자료
- Huard, La guerre du Tonkin (Paris, 1887)
- Lecomte, J., La vie militaire au Tonkin (Paris, 1893)
- Lecomte, Lang-Son: combats, retraite et négociations (Paris, 1895)
- Lung Chang [龍章], Yueh-nan yu Chung-fa chan-cheng [越南與中法戰爭, Vietnam and the Sino-French War] (Taipei, 1993)
- Thomazi, Histoire militaire de l'Indochine française (Hanoi, 1931)